# Reichskabarett
Das Reichskabarett war die satirische Stimme der Studentenbewegung in Berlin. Es bestand von 1965 bis 1971 unter der Leitung von Volker Ludwig und Günter Schäfer und galt in dieser Zeit als das wichtigste politische Kabarett West-Berlins. Es war der Vorläufer des Grips-Theaters. Die Spielstätte befand sich in der Ludwigkirchstraße 6 im Ortsteil Wilmersdorf.

Volker Ludwig, 1968

## Entstehung
Die Gründung des Reichskabaretts erfolgte 1965 als Reaktion auf die vorhandenen Kabaretts in West-Berlin, wie z. B. Die Insulaner, Die Wühlmäuse oder Die Stachelschweine. Diese waren in den Augen des Gründers des Reichskabaretts, Volker Ludwig, einem gefragten Texter in der Berliner Kabarettszene, unpolitisch. Um diesem Umstand abzuhelfen, gründete Volker Ludwig sein eigenes politisches Kabarett und versuchte, möglichst viele prominente Autoren dazu zu holen, wie seinen Vater Eckart Hachfeld, Rudolf Lorenzen, Wolfgang Neuss u. a. Das erste Ensemble bestand aus ehemaligen Ensemblemitgliedern der Wühlmäuse wie Dieter Kursawe, Doris Bierett, Alexander Welbat und dessen Ehefrau Siegrid Hackenberg.

## Name
Von Rudolf Lorenzen kam die Idee des Namens Reichskabarett, als Warnung vor einem drohenden Vierten Reich.

## Spielstätte
Die erste Spielstätte 1965 war im Theater Tangente in der Charlottenburger Hardenbergstraße. 1966 fand das Reichskabarett in Wilmersdorf in einem ehemaligen Kino in der Ludwigkirchstraße 6, der Rodeo-Bar, eine eigene Spielstätte. Die Gründer des Reichskabaretts legten ihr Erspartes zusammen und kauften diese Bar. Aus dieser Lokalität wurde dann ein Kabarett mit 130 Plätzen.

## Wirkung und Konflikte
Das erste Programm in der Spielstätte Ludwigkirchstraße, Bombenstimmung, fand in der aufgeheizten Stimmung in West-Berlin im Rahmen der ersten Demonstrationen gegen den Vietnamkrieg im Jahr 1966 statt. Vor der Vorstellung wurden Flugblätter des SDS verteilt. Die Theaterkritiker waren geteilter Meinung: einige Zeitungen applaudierten, andere wünschten die Reichskabarettisten am liebsten nach Ost-Berlin. Das Reichskabarett kritisierte mit seinem Programm nicht mehr nur unfähige Politiker oder andere Missstände, sondern die Gesellschaftsordnung, die Ursache dieser Missstände war.
Günter Neumann, der Leiter der Insulaner, versuchte eine Gegenposition zum Reichskabarett zu formulieren. In einem Lied über die Studentenunruhen um den 2. Juni 1967 dichtete er:

„Der Geist soll siegen, nicht der Radau! […]“

Das Reichskabarett antwortete mit der Replik einer ironischen Selbstbezichtigung:

„Wir schlagen uns an die Brust, denn wir haben viel gut zumachen. Wie oft hat man uns den Rat gegeben, doch in den Osten zu gehen! Wie viele wohlmeinende Kritiker haben uns immer wieder auf unsere erschreckende Primitivität, Rotblindheit, ja Dummheit und Unwahrheiten hingewiesen! Verbohrt und verrannt, wie wir waren, stürzten wir uns dennoch immer wieder, auf so unendlich primitive Dinge wie die Notstandsgesetze, Napalmbomben, Kleinaktien und Ostpolitik – und schlugen uns, wie sollte es auch anders sein, auch noch auf die Seite jener verworrenen Krakeeler, die sich Studenten schimpfen. Bis – ja, bis wir eines Tages, Anfang Juli war es, in der RIAS-,Rückblende', jener kabarettistischen Sendung, die auch uns bis dato ernährte, eine umfassende Stellungnahme von Günter Neumann zu den Studenten-Unruhen vom 2. Juni hörten. Seine Worte waren der Anstoß zu unserer Umkehr […] Herzensbildung haben wir seitdem auf unser Panier geschrieben, und – wir sind wieder fröhlicher geworden.“

Als Reaktion auf den Mord an Benno Ohnesorg und die erste Große Koalition, das Kabinett Kiesinger, entstand 1967 das dritte Programm Wir kennen keine Parteien mehr. Wer unter den Studenten noch in die SPD seine Hoffnung setzte, wurde enttäuscht. Die Studentenbewegung radikalisierte sich, wurde zunehmend militanter und wandte sich verstärkt gegen die Springer-Presse, namentlich die Bild-Zeitung, die für die aufgeheizte Stimmung gegen die APO in der Bevölkerung verantwortlich gemacht wurde.

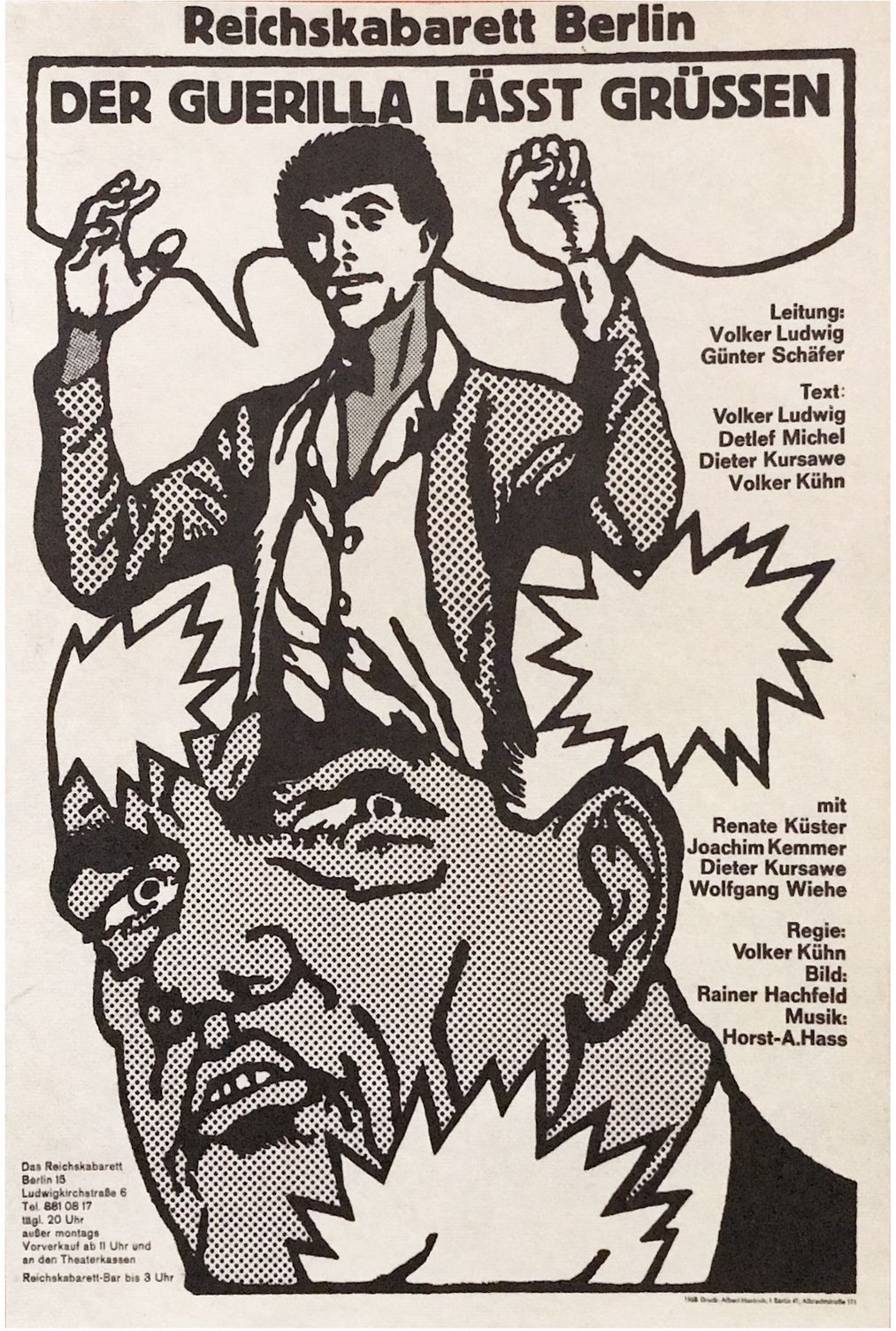
Plakat zum Programm Der Guerilla lässt grüßen

Ein knappes Jahr nach dem Tod von Benno Ohnesorg wurde einer der prominentesten Wortführer des SDS, Rudi Dutschke, im April 1968 durch ein Attentat schwer verletzt. Nach dem Attentat kam es zum Höhepunkt der Proteste mit den Osterunruhen von Karfreitag bis Ostermontag und der Demonstration gegen die Notstandsgesetze am 11. Mai in Bonn. Das Reichskabarett setzte sich letztmals mit dem Programm Der Guerilla lässt grüßen mit dem Vietnamkrieg auseinander. Das Programm wurde zu einer Generalabrechnung mit der CIA. Das Programm war ein Riesenerfolg, Karten wurden schwarz gehandelt. Bei der Theaterkritik fand das Programm enthusiastische Zustimmung, selbst bei den Kritikern, die die anderen Programme verrissen hatten.
Im Tagesspiegel schrieb Sibylle Grack:

„Dem halsbrecherischen Witz und der Verse halfen eine fixe Intelligenz und ein beachtliches Faktenregister auf die Sprünge. Für pläsierliche Einladungen, die kabarett-üblichen Nummern zum Vernaschen war hier weder der Ort noch die Zeit. Um einer globalen Korruption, einer internationalen Heuchelei und imperialen Anmaßung die Biedermannmaske abzukaufen, haben die vier Textautoren Volker Ludwig, Volker Kühn, Dieter Kursawe und Detlef Michel jede Minute des zweistündigen Programms genutzt und damit ihr Engagement glaubhaft und nicht nur mit bösen Worten unter Beweis gestellt“

Dem Programm Alles hat seine Grenzen stellte Volker Ludwig eine Erklärung voran:

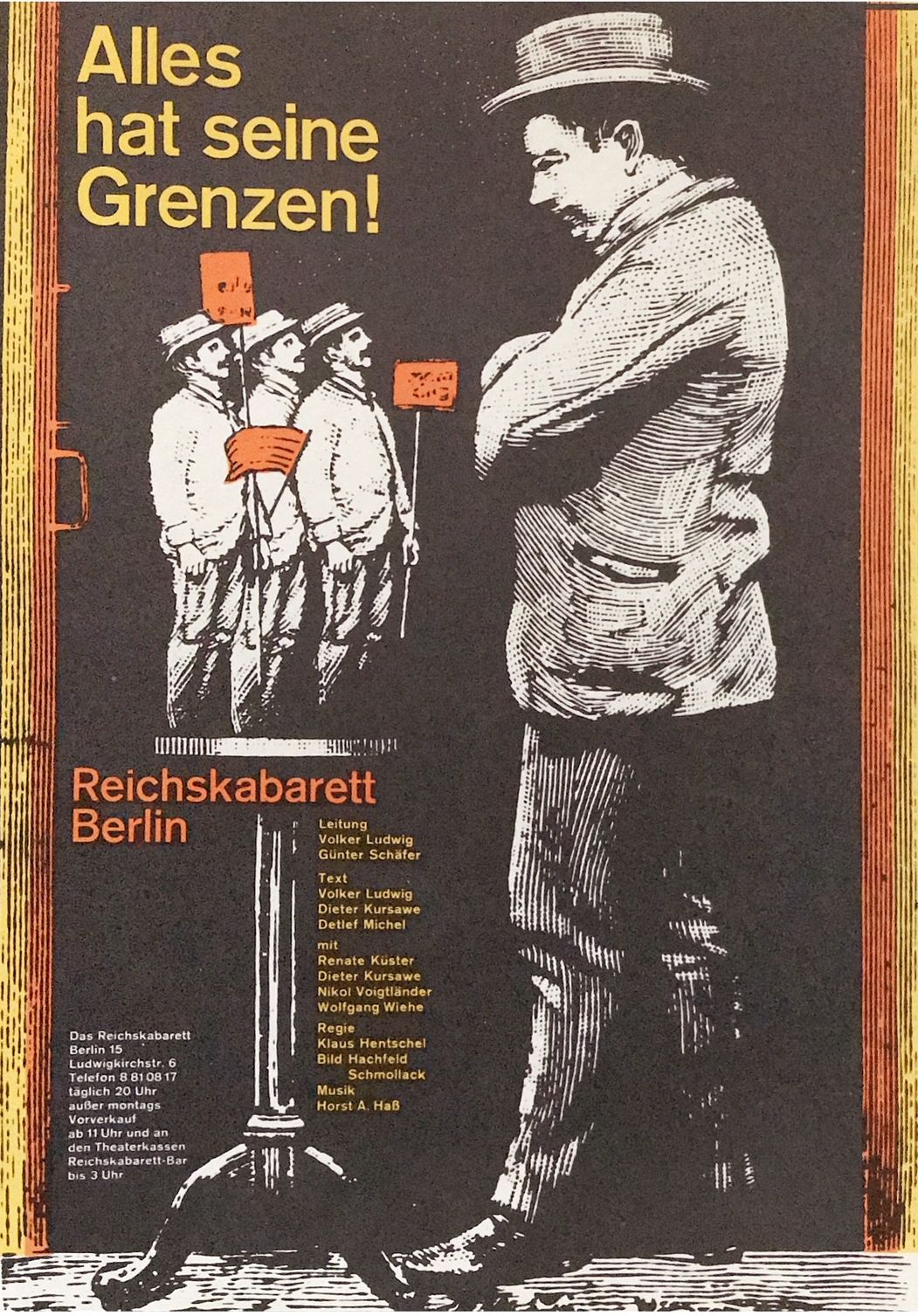
Plakat zum Programm Alles hat seine Grenzen

„Kabarett zieht vornehmlich Leute an, die sich für Gleichgesinnte halten. Folglich attackiert es sein Publikum nicht: Es schmeichelt ihm […]“

Damit schlug er das Thema des Programms an: das Verhalten der Linksliberalen, die „links reden, aber nicht links handeln“.
Mit dem Programm Hab Bildung im Herzen zeigte das Reichskabarett, dass ein Marxist auch gegen kommunistische Staaten argumentieren kann und parodierte das „Politchinesisch“.
Unsicher durch den Erfolg beim Publikum versuchte das Reichskabarett mit dem Stück Ex und hopp andere Wege. Versuchsweise sagten sich die Autoren vom Kabarett los. Sie hatten kein „Programm“ geschrieben, sondern ein Stück, bei dem nicht länger kabarettistische Darbietungen von der sozialistischen Sache ablenken sollten. Links sollte nicht länger schick sein, sondern das Publikum sollte auch durch nichtkabarettistische Darstellungen die linke Position als die für sich richtige erkennen.
Das Programm Rettet Berlin hatte keinen internationalen Hintergrund als Themen mehr, sondern die Berliner Gegenwart war Inhalt des Programmes; die Fehler der Polizeiführung, die Missstände im Bauwesen und von der Berliner SPD als der „CSU der Gesamtpartei“. Es war das letzte Programm, das in der Ludwigkirchstraße aufgeführt wurde.
Durch seine Programme Bombenstimmung, Hab Bildung im Herzen und viele andere Beiträge entwickelte das Reichskabarett eine neue Form des Kabaretts: das Dokumentationskabarett. Dabei ging es darum, dem oftmals nicht oder nur unzureichend informierten Publikum exakte Informationen über bestimmte Sachverhalte zu geben, bevor diese Sachverhalte kabarettistisch ausgearbeitet werden konnten.
Das Reichskabarett spielte insgesamt acht Programme. 1971 löste sich das Reichskabarett mit dem Ende der Studentenbewegung auf.

## Programme

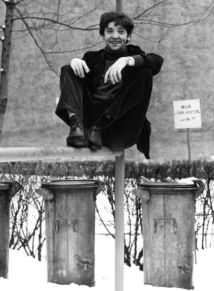
Detlef Michel, ca. 1967

| Nr. | Name                           | Premiere       | Autoren | Regie                 | Bild                                  |
| --- | ------------------------------ | -------------- | --- | --------------------- | ------------------------------------- |
| 1   | Kein schöner Land              | Oktober 1965   | Eckart Hachfeld, Rudolf Lorenzen, Volker Ludwig, Marcus Scholz, Thierry                                     | Marcus Scholz         | Peter Krukenberg                      |
| 2   | Bombenstimmung                 | Februar 1966   | Eckart Hachfeld, Dieter Kursawe, Volker Ludwig, Detlef Michel, E. A. Rauter, Frank-Patrick Steckel, Thierry | Frank-Patrick Steckel | Wolf-R. Redl                          |
| 3   | Wir kennen keine Parteien mehr | März 1967      | Eckart Hachfeld, Dieter Kursawe, Volker Ludwig, Detlef Michel                                               | Walter Ohm            | Rainer Hachfeld                       |
| 4   | Hab Bildung im Herzen          | September 1967 | Volker Ludwig, Volker Kühn, Eckart Hachfeld, Wolfgang Neuß                                                  | Volker Kühn           | Rainer Hachfeld                       |
| 5   | Der Guerilla lässt grüßen      | Mai 1968       | Volker Ludwig, Volker Kühn, Dieter Kursawe, Detlef Michel                                                   | Volker Kühn           | Rainer Hachfeld                       |
| 6   | Alles hat seine Grenzen        | März 1969      | Volker Ludwig, Dieter Kursawe, Detlef Michel                                                                | Klaus Hentschel       | Rainer Hachfeld, Hans-Jörg Schmollack |
| 7   | Ex und hopp                    | März 1970      | Volker Ludwig, Detlef Michel, Dieter Kursawe, Volker Kühn                                                   | Volker Kühn           | Karl-Heinz Buller                     |
| 8   | Rettet Berlin                  | November 1970  | Volker Ludwig, Dieter Kursawe, Holger Franke, Jörg Friedrich, Horst Tomayer                                 | Autoren und Ensemble  | Karl-Heinz Buller                     |

## Kindertheater
Von 1966 bis 1969 spielten einige Schauspieler des Reichskabarett in den Räumlichkeiten Kindertheater, waren aber unabhängig vom Kabarett. 1969 wechselten diese zur Tribüne und Volker Ludwig und sein Bruder Rainer Hachfeld beschlossen ein eigenes gesellschaftskritisches Kindertheater zu machen. Daraus entstand das erste sozialkritische Kinderstück Stokkerlok und Millipilli, von Rainer Hachfeld und Volker Ludwig. Es war das erste Kinderstück des Ur-Grips-Theaters. Stokkerlok und Millipilli wurde zu einem großen Erfolg. Viele Bühnen Deutschlands führten es auf und auch im Ausland wurde es nachinszeniert. 1970 erhielt das Stück den Brüder-Grimm-Preis des Landes Berlin.
Das damals noch recht neue Konzept des „modernen Kindertheaters mit sozialkritischem Hintergrund“ wurde nicht von allen positiv aufgefasst. In den Anfängen musste sich das Theater großer Kritik stellen. So wurde oft darauf verwiesen, dass die Kinder in den Stücken des Reichskabarett-Theaters für Kinder frech und respektlos gegenüber Erwachsenen waren. Doch die Emanzipation der Kinder und auch das Hinweisen auf ihre Rechte war konzeptionell so beabsichtigt. Besonders im konservativen Lager stieß dies nicht immer auf Gegenliebe.
Das Ensemble des Kindertheaters befragte oft sein Publikum (also die Kinder und Jugendlichen), um herauszufinden, was sie momentan beschäftigt. Die Rolle der Geschlechter (beispielsweise die typische Berufswahl der Mädchen: Hausfrau) in der Gesellschaft war ein großer Themenbereich. Dies griff die Truppe in den 1970er Jahren verstärkt auf. So entstanden Stücke, die sich stark mit den Problemen der Geschlechterrollen beschäftigten.

## Reichskabarett wird Theater
Im Jahr 1971 beschlossen Volker Ludwig und Uwe Friesel die Arbeit des Reichskabarett auf dem Theatersektor zu erweitern. Sie begründeten diesen Schritt damit, dass das zeitgenössische politisch-progressive Theater zunehmend Elemente des agitatorischen Kabaretts aufweise. In mehreren Bereichen wurde das Theater im Reichskabarett ausgebaut. Das Theater für Kinder wurde weitergeführt und inhaltlich und formal wesentlich ausgeweitet. Die ersten Abendprogramme bestanden aus den Stücken Sandkastenspiele des Schweden Kent Andersson, eine szenische Realisierung von politischer Lyrik unter dem Titel Noch ist Deutschland nicht verloren von Uwe Friesel und Walter Grab und Eisenwichser von Heinrich Henkel.

## Schauspieler
- Doris Bierett
- Otto Czarski
- Siegrid Hackenberg
- Jörg Friedrich
- Joachim Kemmer
- Renate Küster
- Dieter Kursawe
- Beate Menner
- Marie-Louise Schiemer
- Nikol Voigtländer
- Alexander Welbat
- Wolfgang Wiehe

## Musik
- Horst-A. Haß
- Birger Heymann (1943–2012)